# Royal Academy of Engineering
Die Royal Academy of Engineering ist eine britische Gelehrtengesellschaft, die sich mit Ingenieurwesen befasst.

## Gründung und Geschichte
Bei ihrer Gründung 1976 lautete die Bezeichnung Fellowship of Engineering. 1983 wurde die Gemeinschaft mit einer „Royal Charter“ bedacht und nannte sich 1992 zu ihrem heutigen Namen um.

## Aktivitäten der Akademie
- Beistand bei der Entwicklung von Rechtsnormen und Richtlinien, die das Ingenieurwesen betreffen
- Förderung der Ausbildung von Ingenieuren
- Forschungsförderung
- Förderung des Verständnisses vom Ingenieurwesen in der Öffentlichkeit
- Jährliche Verleihung des MacRobert Awards
- Verleihung des Leadership Awards für Ingenieurstudenten in Großbritannien